# 牛尾洲
牛尾洲（英語：Shelter Island，或）是香港的一個島嶼，位於香港西貢以東的牛尾海，距離西貢市中心約六公里。牛尾洲最初由南約理民府管理，後來劃入香港十八區中的西貢區，目前屬於西貢區坑口東選區，但島上無人居住。
牛尾洲現時為西貢區的一個旅遊景點，尤以島上的幽廊秘洞聞名。島嶼周邊的海域也是熱門的潛水地點，西面的牛肚區域適合夜潛，常有潛水船練習及教學。

## 歷史

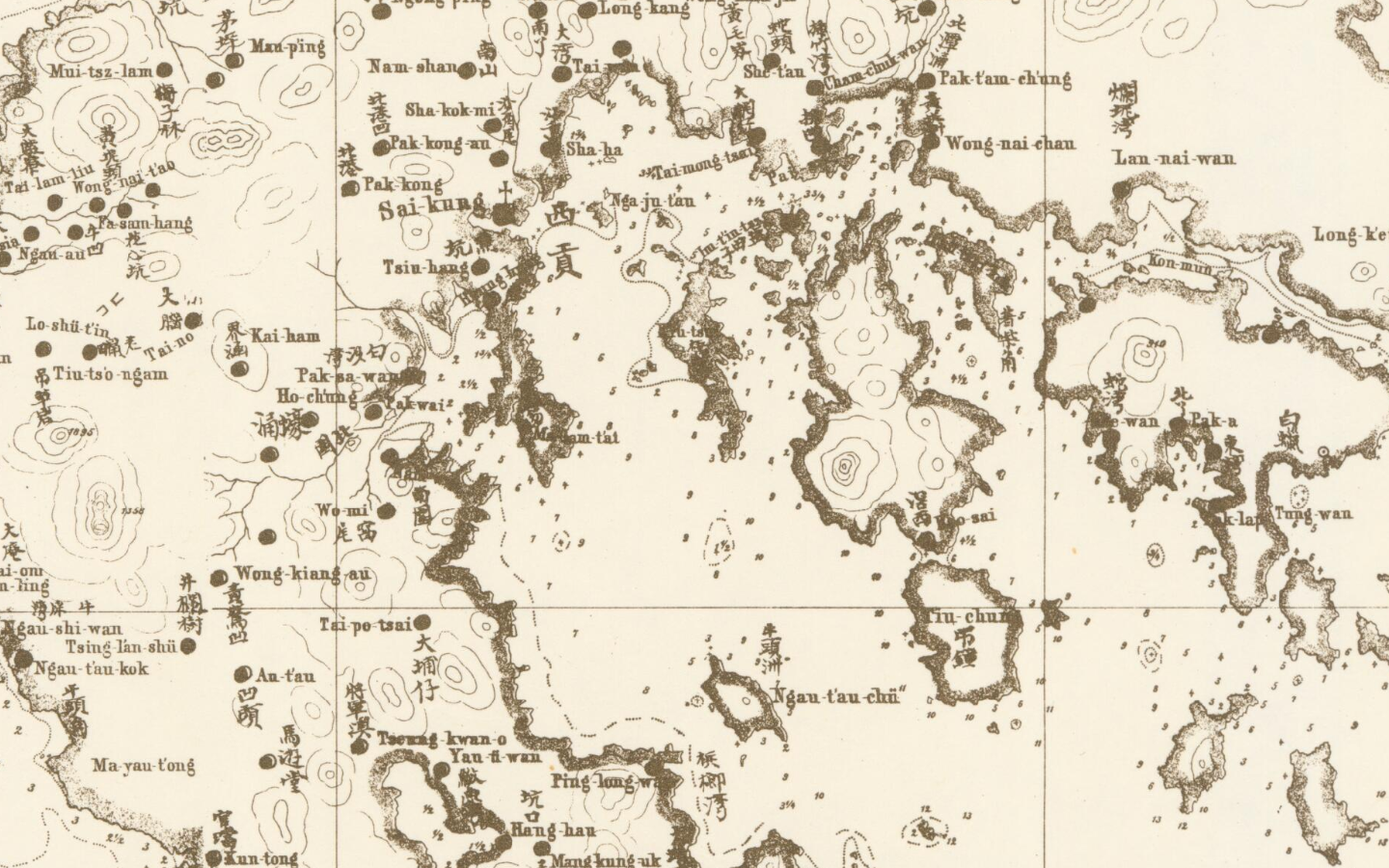
1866年寶安縣地圖中將牛尾洲標記為「牛頭洲」

1863年，由衛三畏出版的一本航海書中出現了牛尾洲的英文名字。
1866年，意大利傳教士安西滿繪製的地圖將牛尾洲標記為「牛頭洲」（Ngau T'au Chü）。
1910年，美國航道局出版的中紀錄島嶼標高416英尺（127），淺水區向北伸延400碼（370），向西伸延300碼（270）。
1952年，牛尾洲被駐港英軍劃入牛尾海操炮區。據西貢漁民所述，牛尾洲曾有一間水仙爺廟，但島民因島嶼被劃入操炮區而被英軍強逼離開，而南約理民府的記錄則提到當時島上無人居住。
1970年代，牛尾洲曾被毒販吳錫豪用作藏毒。

## 生態環境
牛尾洲上至今發現二十四種維管植物。
據一些潛水網站所述，大王灣、牛肚和牛頭排西三處熱門潛水地點的海水深度不超過十米，水底有細石叢、珊瑚及海葵群落，常可見到𩶘魚、河魨、石蟹、墨魚和八爪魚等等。牛尾洲周邊水域存在大量小核果螺及稜結螺，它們以該處的板葉雀屏珊瑚和中華扁腦珊瑚作為糧食。漁農自然護理署在2019年進行的珊瑚礁普查顯示，牛尾洲水域的珊瑚覆蓋率跌幅為全港最高，從2018年的50.6%下跌至31.2%。此外，亦有漁民在每年十月至四月期間於牛尾洲一帶潛水捕撈海膽供應餐廳。
郊野公園及海岸公園委員會曾於2014年建議將橋咀洲、大洲和牛尾洲一帶劃作海岸公園。2015年，漁農自然護理署在牛尾洲北面水域設置「不宜碇泊區」，減低船錨對珊瑚的破壞。2018年，世界自然基金會亦建議在包括牛尾洲在內的香港七處水域成立海洋保護區。